# Gymnosiphon affinis
Gymnosiphon affinis là một loài thực vật có hoa trong họ Burmanniaceae. Loài này được J.J.Sm. mô tả khoa học đầu tiên năm 1909.